# Hanuš Felix
Hanuš Felix (22. prosince 1911, Třebíč – asi 1942) byl český právník. 

## Biografie
Hanuš Felix se narodil v roce 1911 v Třebíči, jeho otcem byl podnikatel Berthold Felix, jeho matkou byla Greta Felixová. Rodina Felixová již v 19. století provozovala v Třebíči palírnu, následně ji pak Moritz Felix změnil v továrnu na likéry, Moritz Felix pak také kolem 70. let 19. století založil likérku v Oblekovicích u Znojma. Do Znojma se pak přesunula větší část firmy a tam vyráběla konzervované okurky. Hanuš Felix vystudoval právnickou fakultu a vrátil se do Třebíče, kde pracoval jako úředník rodinné firmy. V roce 1938 byla firma Mořic Felix zabavena a Hanuš Felix, protože byl židovského původu, nemohl vykonávat práci právníka a tak začal pracovat jako dělník v zemědělství. V květnu roku 1942 byl však odvezen v transportu Aw do Terezína a následně o tři dny později do Lublinu i s manželkou Markétou.